# Euphorbia unispina
Euphorbia unispina är en törelväxtart som beskrevs av Nicholas Edward Brown. Euphorbia unispina ingår i släktet törlar, och familjen törelväxter. Inga underarter finns listade i Catalogue of Life.